# Премия TVyNovelas за лучшую музыкальную тему
Премия TVyNovelas за лучшую музыкальную тему (исп. Mejor tema musical) — престижная ежегодная награда лучшему исполнителю главной музыкальной темы в теленовеллах производства телекомпании Televisa, присуждаемая в рамках премии TVyNovelas.
Первая премия TVyNovelas в этой номинации была вручена на 12-й торжественной церемонии награждения в 1994 году. На премию номинируются главные музыкальные темы теленовелл, исполняемые в их заставках (в основном) или финальных титрах. Музыкальное сопровождение в заставке теленовеллы и финальных титрах могут совподать, а могу и отличаться. Название главаной музыкальной темы может быть созвучно с названием той теленовеллы, в которой она звучит, либо иметь собственное оригинальное название.
На премию номинируют:
- сольного исполнителя;
- дуэт или группу из более двух исполнителей;
- музыкальную группу.

В номинации награждается именно исполнитель, а не его автор и композитор. Исключением является:
- если исполнитель песни одновременно автор этой музыкальной композиции;
- номинируемая музыкальная композиция является инструментальной.

В теленовелле может звучать несколько основных музыкальных композиций, но для номинирования на премию выбирается только одна из них. Были случаи, когда награждался только один исполнитель из дуэта, поскольку соисполнитель являлся лишь голосовой поддержкой для главного (основного) исполнителя. Музыкальная группа награждается как группа, а не как её отдельные представители. В некоторых теленовеллах актёр (актриса), исполняющий (исполняющая) главную роль сам(а) исполняет главную музыкальную тему, либо сольно, либо в дуэте. На нескольких церемониях награждения, премию вручали минуя номинацию. Кроме того, время от времени на премии вручается специальный приз за успешную и продолжительную певческой карьеру.
Первым исполнителем, получившим премию в данной наминации стал Мануэль Михарес за исполнение песни «Corazón salvaje» для теленовеллы «Дикое сердце».

## Номинанты и победители
В списке приведены сведения о номинантах и победителях, сгруппированные по церемониям (годам) и десятилетиям. В таблицы включены названия главных музыкальных композиций, имена их исполнителей и теленовеллы в которых они звучали, а также имена авторов.
Победители каждого года указаны первыми в списке, выделены полужирным шрифтом на золотом фоне.

### 1990-е
| Год  | Название музыкальной темы и теленовеллы                                | Исполнитель и (или) автор                                                  |
| ---- | ---------------------------------------------------------------------- | -------------------------------------------------------------------------- |
| 1994 | Композиция: «Corazón salvaje» Для: Дикое сердце                        | Исполнитель: Мануэль Михарес Автор: Хорхе Авенданьо                        |
| 1994 | Композиция: «Buscando el paraíso» Для: В поисках рая                   | Исполнители и авторы: Педро Фернандес и Алехандро Ибарра                   |
| 1994 | Композиция:«Los parientes pobres» Для: Бедные родственники             | Исполнитель: Лусеро Автор: Рафаэль Перес Ботиха                            |
| 1995 | Композиция: «Don Porfirio» (инструментальная музыка) Для: Полёт орлицы | Автор: Даниэль Катан                                                       |
| 1996 | Композиция: «Tengo todo contigo» Для: Хозяйка                          | Исполнитель: Альберто Анхель Автор: Роберто Гомес Боланьос                 |
| 1998 | Композиция: «El alma no tiene color» Для: У души нет цвета             | Исполнители: Лаура Флорес и Марко Антонио Солис Автор: Марко Антонио Солис |
| 1999 | Композиция: «El privilegio de amar» Для: Привилегия любить             | Исполнители: Мануэль Михарес и Лусеро Автор: Хорхе Авенданьо               |

### 2000-е
| Год  | Название музыкальной темы и теленовеллы                          | Исполнитель и (или) автор                                                                                              |
| ---- | ---------------------------------------------------------------- | --- |
| 2000 | Композиция: «Laberintos de pasión» Для: Лабиринты страсти        | Исполнитель: Педро Фернандес Автор: Хорхе Авенданьо                                                                    |
| 2001 | Композиция: «Enloquéceme» Для: Безумие любви                     | Исполнитель: Группа «OV7» Авторы: Фермин Гарсия и Карлос Парамо                                                        |
| 2001 | Композиция: «Abrázame muy fuerte» Для: Обними меня крепче        | Исполнитель: Хуан Габриэль Авторы: Хуан Габриэль и Эдуардо Магальянес                                                  |
| 2001 | Композиция: «A mil por hora» Для: Первая любовь                  | Исполнитель: Линда Авторы: Линда и Карлос Лара                                                                         |
| 2003 | Композиция: «Niña amada mía» Для: Моя любимая девочка            | Исполнитель: Алехандро Фернандес Автор: Хорхе Авенданьо                                                                |
| 2003 | Композиция: «La otra» Для: Другая                                | Исполнители: Бенни Ибарра и Эдит Маркес Автор: Денисс де Калафе                                                        |
| 2003 | Композиция: «Las vías del amor» Для: Дороги любви                | Исполнитель: Арасели Арамбула Автор: Мартин Муньос                                                                     |
| 2004 | Композиция: «Amarte es mi pecado» Для: Мой грех – в любви к тебе | Исполнители: Рикардо Монтанер и Алессандра Росальдо Автор: Jorge Avendaño                                              |
| 2004 | Композиция: «Amor real» Для: Истинная любовь                     | Исполнитель: Группа «Sin Bandera» Автор: Хорхе Авенданьо                                                               |
| 2004 | Композиция: «De corazón a corazón» Для: Фата невесты             | Исполнитель: Дарина Автор: Аурео Бакейро                                                                               |
| 2005 | Композиция: «La descarada» Для: Руби                             | Исполнитель и автор: Рейли                                                                                             |
| 2005 | Композиция: «Que seas feliz» Для: Ставка на любовь               | Исполнитель: Луис Мигель Автор: Консуэло Веласкес                                                                      |
| 2005 | Композиция: «Vivir» Для: Сердца на пределе                       | Исполнитель: Белинда Авторы: Белинда, Густав «Гризли» Джонсон, Маркус «Макк» Сепехрманеш, Томми Тиспер и Маурисе Стерн |
| 2006 | Композиция: «Rebelde» Для: Мятежники                             | Исполнитель: Группа «RBD» Авторы: Карлос Лара и Макс ди Карло                                                          |
| 2006 | Композиция: «Alborada» Для: Рассвет                              | Исполнитель: Пласидо Доминго Автор: Хорхе Авенданьо                                                                    |
| 2006 | Композиция: «Esta ausencia» Для: Поздняя любовь                  | Исполнитель: Давид Бисбаль Авторы: Мигель Суарес и Рубен Сепеда                                                        |
| 2006 | Композиция: «Víveme» Для: Мачеха                                 | Исполнитель: Лаура Паузини Автор: Хорхе Авенданьо                                                                      |
| 2007 | Композиция: «El club de las feas» Для: Самая красивая дурнушка   | Исполнитель и автор: Banda El Recodo                                                                                   |
| 2007 | Композиция: «Antes de que te vayas» Для: Жестокий мир            | Исполнитель: Марко Антонио Солис Автор: Хорхе Авенданьо                                                                |
| 2007 | Композиция: «Coleccionista de canciones» Для: Два лица страсти   | Исполнитель: Группа «Camila» Авторы: Марио Домм и Паулина Каррас                                                       |
| 2007 | Композиция: «Dispárame, dispara» Для: Любовь без границы         | Исполнитель: Лаура Паузини Авторы: Самуэль Берсани и Лучо Далла                                                        |
| 2007 | Композиция: «Heridas de amor» Для: Раны любви                    | Исполнитель: Рикардо Монтанер Авторы: Рикардо Монтанер и Хорхе Авенданьо                                               |

### 2010-е
| Год  | Название музыкальной темы и теленовеллы                                       | Исполнитель и (или) автор |
| ---- | ----------------------------------------------------------------------------- | --- |
| 2010 | Композиция: «Mundo de caramelo» Для: Гадкий утёнок                            | Исполнитель: Данна Паола Авторы: Карлос Лоу и Педро Дабдоуб                                                                       |
| 2010 | Композиция: «Hasta que el dinero nos separe» Для: Пока деньги не разлучат нас | Исполнитель и автор: Педро Фернандес                                                                                              |
| 2010 | Композиция: «Mañana es для siempre» Для: Завтра — это навсегда                | Исполнитель: Алехандро Фернандес Авторы: Хорхе Эдуардо Маргуйя и Маурисио Арриага                                                 |
| 2010 | Композиция: «Me enamoré de ti» Для: Дикое сердце                              | Исполнитель: Чайян Авторы: Хорхе Эдуардо Маргуйя и Маурисио Арриага                                                               |
| 2010 | Композиция: «Un gancho al corazón» Для: Удар в сердце                         | Исполнитель: Группа «Playa Limbo» Авторы: Алонсо и Анхела Даволос                                                                 |
| 2011 | Композиция: «Cuando me enamoro» Для: Когда я влюблен                          | Исполнители: Энрике Иглесиас и Хуан Луис Герра Авторы: Энрике Иглесиас и Дессемер Буэно                                           |
| 2011 | Композиция: «Esa hembra es mala» Для: Тереса                                  | Исполнитель: Глория Треви Авторы: Глория Треви, Бальтасар Инохоса и Марсела де Лагарса                                            |
| 2011 | Композиция:«Llena de amor» Для: Полная любви                                  | Исполнитель: Луис Фонси Авторы: Хорхе Эдуардо Маргуйя и Маурисио Арриага                                                          |
| 2011 | Композиция: «Для volver a amar» Для: Дневники супружества                     | Исполнитель и автор: Кейни Гарсия                                                                                                 |
| 2011 | Композиция: «Regálame un beso» Для: Море любви                                | Исполнитель: Фанни Лу Авторы: Хорхе Эдуардо Маргуйя, Маурисио Арриага и Рубен Сепеда                                              |
| 2012 | Композиция:«Dia de suerte» Для: Счастливая семья                              | Исполнитель: Алехандра Гусман Авторы: Алехандра Гусман и Хосе Луис Рома                                                           |
| 2012 | Композиция:«A partir de hoy» Для: Триумф любви                                | Исполнители: Майте Перрони и Марко ДиМайро Авторы: Хорхе Эдуардо Маргуйя и Маурисио Арриага                                       |
| 2012 | Композиция:«La fuerza del destino» Для: Сила судьбы                           | Исполнители: Сандра Эчеверриа и Марк Энтони Авторы: Маурисио Абароа и Руби Перес                                                  |
| 2012 | Композиция:«Rendirme en tu amor» Для: Два очага                               | Исполнители: Анаи и Карлос Понсе Авторы: Анаи, Карлос Понсе и Ноэль Скахрис                                                       |
| 2012 | Композиция:«Te dejare de amar» Для: Та, кто любить не умела                   | Исполнитель: Рейли Барба Авторы:Рейли и Дессемер Буэно                                                                            |
| 2013 | Композиция:«Solo un suspiro» Для: Бездна страсти                              | Исполнитель: Алехандра Ороско и Оскар Крус Автор: Хорхе Эдуардо Маргуйя и Маурисио Арриага                                        |
| 2013 | Композиция:«Corona de lágrimas» Для: Корона слёз                              | Исполнитель: Кристиан Кастро Авторы: Энрике Диас и Глория Аура                                                                    |
| 2013 | Композиция:«Cuando manda el corazón» Для: Свирепая любовь                     | Исполнитель: Висенте Фернандес Автор: Хорхе Эдуардо Маргуйя и Маурисио Арриага                                                    |
| 2014 | Композиция: «No me compares» Для: Настоящая любовь                            | Исполнитель и автор: Алехандро Санс                                                                                               |
| 2014 | Композиция: «El amor manda» Для: Потому что любовь решает всё                 | Исполнитель: Мария Хосе Автор: Хосе Луис Рома                                                                                     |
| 2014 | Композиция: «Hoy tengo ganas de ti» Для: Буря                                 | Исполнители: Алехандро Фернандес и Кристина Агилера Автор: Мигель Гальярдо                                                        |
| 2015 | Композиция: «Mi corazón es tuyo» Для: Моё сердце твоё                         | Исполнители: Аксель и Каая Авторы: Хорхе Эдуардо Маргуйя и Маурисио Арриага                                                       |
| 2015 | Композиция: «El perdedor» Для: Та, кто жизнь у меня украла                    | Исполнители: Энрике Иглесиас и Марко Антонио Солис Авторы: Энрике Иглесиас и Дессемер Буэно                                       |
| 2015 | Композиция: «Hoy es un buen día» Для: Цвет страсти                            | Исполнитель: Группа «Río Roma» Автор: Хосе Луис Ортега Кастро и Ноэль Скахрис                                                     |
| 2015 | Композиция: «Quiero amarte» Для: Хочу любить тебя                             | Исполнители: Армандо Мансанеро, Ноэль Скахрис, Само, Хесус Наварро, Хуан Пабло Мансанеро и Карлос Масиас Автор: Армандо Мансанеро |
| 2016 | Композиция: «A que no me dejas» Для: Не отпускай меня                         | Исполнитель и автор: Алехандро Санс                                                                                               |
| 2016 | Композиция: «Si alguna vez» Для: Лучше умереть, чем быть как Личита           | Исполнитель: Тали́я Авторы: Хорхе Эдуардо Маргуйя и Маурисио Арриага                                                               |
| 2016 | Композиция: «Te prometí» Для: Тень прошлого                                   | Исполнитель: Мануэль Михарес Авторы: Хорхе Эдуардо Маргуйя и Маурисио Арриага                                                     |
| 2016 | Композиция: «La vecina» Для: Соседка                                          | Исполнитель: Группа «Los Ángeles Azules» Авторы: Хорхе Домингес и Октавио Лара                                                    |
| 2016 | Композиция: «La trampa» Для: Ловушки любви                                    | Исполнитель и автор: Хоан Себастиан                                                                                               |
| 2017 | Композиция: «Se puede amar» Для: Трижды Ана                                   | Исполнители и автор: Пабло Альборан                                                                                               |
| 2017 | Композиция: «El camino a donde voy» Для: Дорога к судьбе                      | Исполнитель: Паулина Гото Авторы: Хорхе Эдуардо Маргуйя и Маурисио Арриага                                                        |
| 2017 | Композиция: «Instrumental» Для: Кандидатка                                    | Автор: Джорди Бачбуш |
| 2017 | Композиция: «Mi verdad» Для: Мечта о любви                                    | Исполнители: Группа «Maná» и Шакира Авторы: Фернандо Олвера и Джордж Норьега                                                      |
| 2017 | Композиция: «Que lo nuestro se quede nuestro» Для: Без следа                  | Исполнитель и автор: Карлос Ривера                                                                                                |
| 2018 | Композиция: «Saturno» Для: Поддаться искушению                                | Исполнитель и Автор: Пабло Альборан                                                                                               |
| 2018 | Композиция: «Estaré contigo» Для: На диких землях                             | Исполнитель и автор: Марко Антонио Солис                                                                                          |
| 2018 | Композиция: «Me declaro culpable» Для: Я признаю свою вину                    | Исполнители: Мануэль Михарес и Мария Хосе Авторы: Хайме Флорес и Луис Карлос Монрой                                               |
| 2018 | Композиция: «Tú eres la razón» Для: У моего мужа есть семья                   | Исполнители: Группа «Los Fontana» и Анхелина Авторы: Хорхе Эдуардо Маргуйя и Маурисио Арриага                                     |
| 2018 | Композиция: «Y me pregunto» Для: Двойная жизнь Этелы Каррильо                 | Исполнитель: Хулион Альварес Автор: Джосс Фавела                                                                                  |
| 2019 | Композиция: «Me muero» Для: Любить до смерти                                  | Исполнитель и автор: Карлос Ривера                                                                                                |
| 2019 | Композиция: «Tengo» Для: Дочери луны                                          | Исполнитель: Группа «Timbiriche» Авторы: Херардо Лопес Сото, Эдуардо Санчес де Тахле, Сесар Эухенио Сега и Паоло Стефанони        |
| 2019 | Композиция: «Este movimiento» Для: Like                                       | Исполнитель: Like Автор: Роберто Дамиан                                                                                           |
| 2019 | Композиция: «Tú eres la razón» Для: Семья моего мужа стала ещё больше         | Исполнители: Группа «Los Fontana» и Маргарита ла Диоса де ла Кумбия Автор: Хорхе Эдуардо Маргуйя и Маурисио Арриага               |
| 2019 | Композиция: «Buena vida» Для: Пилот 2                                         | Исполнители: Натти Наташа и Дэдди Янки Автор: Мануэль Рамос                                                                       |

## Рекорды и достижения
- Исполнитель, получивший наибольшее количество наград (2):
  - Мануэль Михарес[исп.]
  - Алехандро Санс
  - Пабло Альборан
- Исполнитель, имеющий самое большое количество номинаций (4):
  - Марко Антонио Солис
- Исполнители, победившие во всех своих номинациях (2):
  - Алехандро Санс
  - Пабло Альборан
- Исполнители с самым большим количеством не выигранных номинаций (2):
  - Лаура Паузини
  - Мария Хосе[исп.]
- Исполнитель, победивший с самым маленьким интервалом между победами:
  - Пабло Альборан (Трижды Ана, 2017 и Поддаться искушению, 2018) — 1 год
- Исполнитель, победивший с самым большим интервалом между победами:
  - Мануэль Михарес[исп.] (Дикое сердце, 1994 и Привилегия любить, 1999) — 5 лет
- Исполнители-иностранцы, победившие в номинации:
  - Рикардо Монтанер и Аксель[исп.] — Аргентина
  - Энрике Иглесиас, Пабло Альборан, Алехандро Санс — Испания
  - Хуан Луис Герра — Доминиканская Республика